# Erminio Bagnasco
Erminio Bagnasco (Genova, 21 novembre 1937 – Milano, 13 gennaio 2022) è stato uno scrittore, giornalista e militare italiano, autore di numerosi saggi ed articoli di storia navale, collaboratore dell'Ufficio Storico della Marina Militare, e della Rivista Marittima. Nel 1993 insieme all'editore Ermanno Albertelli fondò la rivista Storia Militare di cui fu direttore dall'ottobre 1993 all'agosto 2014. Sempre con Albertelli nel 2012 diede vita alla serie bimestrale Storia militare Dossier. Alcuni dei suoli libri ed articoli sono stati tradotti in inglese, francese e tedesco.

## Biografia
Erminio Bagnasco nacque a Genova il 21 novembre 1937. Attratto dalla vita sul mare e per la navigazione marittima, dopo aver conseguito il diploma di maturità presso l'Istituto tecnico nautico "San Giorgio" si imbarcò, in qualità di allievo ufficiale di coperta, e poi come terzo ufficiale, per circa due anni sulle navi mercantili. Nel settembre 1958 fu ammesso a frequentare il 53º Corso allievi ufficiali di complemento presso l'Accademia navale di Livorno, per il corpo di Stato maggiore. Nell'estate del 1959 ottenne la nomina ad aspirante guardiamarina, con specializzazione nell'artiglieria navale, classificandosi al secondo posto nella graduatoria del suo corso. Il primo imbarco avvenne a bordo della torpediniera Orione, e attratto dal mondo dell'aviazione frequentò il corso di pilotaggio basico iniziale presso la Scuola di volo di Lecce, conseguendo il brevetto di pilota su velivolo North American T-6 Texan. Non riuscendo a superare la fase successiva rientrò nel servizio navale, imbarcandosi dapprima sulla nave idrografica Staffetta e poi sulla nave da sbarco Etna. Destinato a prestare servizio presso l'Ufficio Storico della Marina, sito in via "Romeo Romei" a Roma, vinse (1º classificato) il concorso per il passaggio in servizio permanente effettivo.
Nel 1961 si imbarcò sulla nave scuola Amerigo Vespucci per la crociera estiva in qualità di sottordine all'ufficiale di rotta, e poi rientrò per alcuni mesi all' Ufficio Storico della Marina. Promosso sottotenente di vascello venne assegnato, dietro sua richiesta, al Comando motosiluranti di Brindisi rimanendovi per alcuni anni con l'incarico di comandante di motosilurante, comandante di sezione motosiluranti e segretario di flottiglia. Fu collaboratore del SIOS nel Mare Adriatico dove operò con molta fortuna, nel corso di una stagione, a bordo di un panfilo riconoscendo tutte le nuove basi segrete per le motocannoniere lanciamissili della classe Osa appena cedute dall'Unione Sovietica alla Marina iugoslava prima della rottura definitiva tra Mosca e Belgrado del 1968. Verso la fine del 1966 fu trasferito a bordo dell'incrociatore lanciamissili Giuseppe Garibaldi, allora al comando del capitano di vascello Antonio Scialdone, come capo del servizio marinaresco.
Nella primavera dal 1969 fu assegnato nuovamente a bordo dell'Amerigo Vespucci, compiendo una crociera di addestramento nel Mare del Nord in qualità di capo ufficio dettaglio. Ritornato brevemente all'Ufficio Storico della Marina, nel 1970 divenne comandante della cannoniera Molosso di stanza a Venezia, rimanendovi sino all'estate del 1971 quando lasciò definitivamente la Marina Militare con il grado di capitano di corvetta. Trascorse gli ultimi mesi di servizio in Iran a fianco dell'addetto navale.. Si trasferì a Milano dove intraprese la carriera di dirigente d'azienda, collaborando all'attività di alcune, importanti, società industriali, editoriali e finanziarie fino al suo pensionamento, avvenuto nel 1998. Nel 1993, insieme all'editore Ermanno Albertelli, fondò la rivista STORIA Militare di cui fu direttore dall'ottobre 1993 all'agosto 2014. Nel 1996, sempre con Albertelli, pubblicò il libro Aldo Fraccaroli fotografo navale (caso unico di libro dedicato ad un fotografo navale), dedicato proprio allo storico, linguista, giornalista e fotografo navale Aldo Fraccaroli. In seguito, nel 2012, diede vita alla serie bimestrale STORIA Militare DOSSIER, sempre con Albertelli. Ritiratosi a vita privata nel 2014, continuò comunque a collaborare con la casa editrice delle sue riviste realizzando diverse monografie per STORIA Militare DOSSIER e per STORIA Militare BRIEFING (ulteriore testata monografica nata nel 2017), fino al suo ultimo lavoro U-BOOTE. I sommergibili tedeschi (1939-1945), scritto con Anthony Vitali Hirst, e uscito con STORIA Militare DOSSIER (n. 58/novembre 2021 e n.59/gennaio 2022). Erminio Bagnasco si spense a Milano il 13 gennaio 2022, all'età di 84 anni.

### Un celebre articolo
Nel 1970, per la parte navale, contribuì alla redazione di articolo, intitolato Le ultime 100 ore di libertà in Italia, pubblicato come pezzo di redazione dalla rivista Interconair Aviazione e Marina diretta dall'amico Romolo Cichero, destinato a divenire celebre. Si trattava di un lungo articolo che suscitò numerose polemiche sui giornali in quanto evidenziava, senza nascondersi dietro alle parole, il concreto e inatteso potenziamento avvenuto dal 1967 in avanti, della Marina sovietica nel Mar Mediterraneo e di come questa nuova presenza, più consistente rispetto al passato, rappresentasse una minaccia concreta e rapida nei confronti di una Marina Militare Italiana ancora limitata ai compiti di difesa del traffico navale concepita in sede NATO negli anni Cinquanta. Secondo gli autori era giunto il tempo per la Marina Militare di ritornare a un'autentica vocazione a 360°, ovvero anti-nave. Tale previsione si rivelò azzeccata, dimostrata dal ritiro delle portaerei dell'U.S. Navy dal Mediterraneo orientale avvenuta in occasione della guerra del Kippur dell'ottobre 1973.

## Pubblicazioni
- I Mas e le motosiluranti italiane,  Ufficio Storico della Marina Militare, Roma 1967.
- Navi in guerra: storia comparata dell'evoluzione tecnico-opertativa delle navi da guerra nel XX secolo, con Giorgio Giorgerini, Bramante, Milano, 1974.
- I sommergibili della seconda guerra mondiale, Albertelli, Parma, 1973.
- Marina Italiana Le operazioni nel Mediterraneo Giugno 1940 Giugno 1942, con Elio Andò, Intergest, Milano, 1976.
- Le motosiluranti della seconda guerra mondiale, Albertelli, Parma, 1977.
- Navi e marinai italiani della seconda guerra mondiale, Albertelli, Parma, 1977.
- Le armi delle navi italiane nella seconda guerra mondiale, Albertelli, Parma, 1978.
- La marina italiana – quarant'anni di immagini, Supplemento al numero di giugno della Rivista Marittima, Roma, 1988.
- I mezzi d'assalto della Xª Flottiglia MAS, con Marco Spertini, Albertelli, Parma, 1991.
- Sommergibili in guerra, con Achille Rastelli, Albertelli, Parma, 1992.
- Cacciatorpediniere classe Soldati, due volumi, Albertelli, Parma, 1993.
- Torpediniere (ex CT) tipo Pattison e Orlando, con Achille Rastelli, Albertelli, Parma, 1994.
- Aldo Fraccaroli fotografo navale, Albertelli, Parma, 1996.
- Navi e marinai italiani nella Grande Guerra, con Achille Rastelli, Albertelli, Parma, 1997.
- Cacciatorpediniere classi Freccia/Folgore, Maestrale, Oriani, con Maurizio Brescia, due volumi, Albertelli, Parma, 1997.
- In guerra sul mare, Albertelli, Parma, 2005.
- La mimetizzazione delle navi italiane 1940-1945, con Maurizio Brescia, Albertelli, Parma, 2006.
- Le navi da battaglia classe Littorio 1937-1948, con Augusto de Toro, Albertelli, Parma, 2008.
- Corsari in Adriatico. 8-13 settembre 1943, Mursia, Milano, 2011.
- Italian battleships Conte di Cavour and Duilio classes, con Augusto de Toro, Seaforth Publishing, Barnsley, 2021.

### Annotazioni
1. ↑  Fece parte del primo comitato di redazione composto da Giorgio Apostolo, Ferruccio Botti, Andrea Curami e Achille Rastelli.
2. ↑  Secondo Maurizio Brescia egli rimase molto colpito dalla scomparsa del cugino Giancarlo perito nell'affondamento del sommergibile Romolo nel corso del 1943.
3. ↑  In quell occasione scrisse una lucida relazione che prevedeva la futura caduta dell'Impero persiano quando sembrava essere giunto al punto di massimo fulgore, in quanto vi erano moti diretti contro tutto quello che era di lingua inglese.

### Fonti
1. 1 2 3 4 5 6  Brescia 2022, p. 4.
2. 1 2 3 4 5 6 7 8 9  Brescia 2022, p. 5.
3. 1 2 3 4 5  Rommelsriposte.